# سشيزوبيرينيدا
العنوان (بالإنجليزية: Schizopyrenida)‏ هي إحدى الرتب من شعبة بيركولوزوا في مملكة لجفاوات (بالإنجليزية: Heterolobosea)‏.